# 火炬街道 (牡丹江市)
火炬街道，是中华人民共和国黑龙江省牡丹江市西安区下辖的一个乡镇级行政单位。

## 行政区划
火炬街道下辖以下地区：
解放社区、昌德社区、日照社区、圆明社区、利民社区、大平安社区、松北社区和爱民社区。